# Бугарско-латински ратови
Бугарско-латински ратови представљају серију сукоба између Другог бугарског царства и Латинског царства у периоду од 1204. до 1261. године.

## Рат
Бугарско-латински ратови избили су након Првог пада Цариграда током Четвртог крсташког рата 1204. године. Почетне експанзионистичке амбиције Латинског царства срушене су само годину дана касније, након битке код Једрена (1205). Сам цар Балдуин је заробљен, а већина његових витезова је изгубила живот. Латинско царство је после овог пораза прешло у дефанзиву. Бугарској су се придружиле наследнице Византијског царства: Никејско царство и Епирска деспотовина. Ривалство између ове три државе одложило је крај Латинског царства до 1261. године.
Резултат успешног ратовања против Латинског царства је проширење бугарске државе на већи део Балканског полуострва. Уз елиминацију Цариградске патријаршије од стране римокатоличких крсташа, Бугарска постаје центар православног хришћанства.